# Vishwanath Pratap Singh
Vishwanath Pratap Singh, mer känd som V.P. Singh, född 25 juni 1931 i Allahabad, Uttar Pradesh, död 27 november 2008 i Delhi, var en indisk politiker och Indiens premiärminister 1989–1990.
Singh var son till fursten Raja Bahadur Ram Gopal Singh och utbildades vid universiteten i Allahabad och Pune. Han var till sin död gift med Sita Kumari och har två söner. Efter att under större delen av sin karriär ha varit aktiv i Kongresspartiet bytte Singh parti, och blev federal premiärminister för Janata Dal.

## Politisk karriär kortfattat
- Ledamot av Lok Sabha 1971-1974
- Federal viceminister för handelsfrågor 1974-1976
- Federal handelsminister 1976-1977
- Ledamot av Lok Sabha 1980
- Premiärminister i delstaten Uttar Pradesh 1980-1982
- Federal finansminister 1984
- Federal premiärminister 1989-1990